# Рушевине цркве Ваведења Богородице y селу Пећани
Рушевине цркве Ваведења Богородице y селу Пећани, на територији општине Сува Река, на Косову и Метохији, саградио је 1451.-1452. године непознати властелин. Представљају непокретно културно добро као споменик културе.

## Село Пећане
Село Пећане се спомиње први пут 1348. године у повељи цара Душана манастиру Св. Арханђела код Призрена. Удаљено је око три километра северно од Суве Реке, сада је насељено само албанским живљем. Руски историчар и конзул y Призрену Иван Степанович Јастребов обилазећи ове крајеве половином 19. века забележио је да y Пећанима постоје 48 муслиманска и једна православна српска кућа.
Поред рушевина цркве Богородичиног Ваведења које се налазе y јужном делу села, постоје и остаци црквишта непознатог светитеља y њивама Русолаза, на два километра јужно и изнад села пећина са извором.

## Црква Ваведења Богородице

### Положај и пропадање цркве
Рушевине се налазе на раскршћу y средишту села, на простору површине од око 200 m2 који је представљао порту и ишчезло српско гробље и био са свих страна опасан оградним зидовима. До средине 19. века црква је била добрим делом сачувана, са неразваљеним зидовима на којим су у једном делу биле сачуване и видљиве фреске. Кров и купола су биле упале у грађевину, док је околно гробље зарасло у траву и на надгробмим плочама се нису могли препознати натписи.
До 1962. године, црква и старо гробље су били сравњени са земљом a њихови остаци служили као мајдан за вађење обрађеног камена за зидање сеоских стамбених и економских зграда и насипање и калдрмисање дворишта.

### Конзерваторски радови
Конзерваторски радови су обављени током 1966. и 1967. године, где су у току радова откопани остаци зидова цркве који достижу висину од 70 до 100 cm и остаци дворишних оградних зидова са улазом на јужној страни, док улазна врата на западној страни нису била откопана јер је y близини била кућа.

### Архитектура цркве
Црква Ваведења Богородице је била једнобродна грађевина са накнадно дозиданом припратом и полукружном апсидом. У цркви су постојале гробнице које су се налазиле испод нивоа пода које при реконстукцији нису биле испитане, тако да нема података ко је у њима био сахрањен.
Црква је била живописана и приликом извођења заштитних радова на остацима цркве 1967. године откривени су y конхи апсиде остаци фресака y доњој зони y укупној површини од преко четири квадратна метра. Живопис је потом скинут и после конзерваторског третмана постављен на дрвени рам и пренесен y Галерију фресака y Београду где је на изложби „Моравско сликарство" био представљен као један од оригиналних фрагмената српског сликарства 15. века.

## Црквиште
У долини Пећанске (Семетишке) реке, два километра јужно од села Пећане, налазе се остаци темеља црквице непознатог светитеља са траговима малтера, опека и плоча. Године 1964. то је била гомила камења на простору овалног облика дужине и ширине 3—4 m коју је тадашњи власник поштовао и није хтео да разори и рашчисти иако му се налази усред њиве.

## Пећина
Изнад села на северозападној страни је невелика пећина y којој местимично има трагова белог малтера али се не би могло тврдити да је била осликана фрескама. Могуће је да је првобитна пећина проширивана вађењем камена сиге за разне сврхе. Испод пећине је природни извор — чесма чија је вода печеним земљаним цевима била доведена и до цркве Ваведења где је приликом извођења конзерваторских радова пронађено неколико комада таквих цеви.

## Основ за упис у регистар
Решење Покрајинског завода за заштиту споменика културе у Приштини, бр. 958 од 31. 12. 1964. Закон о заштити споменика културе (Сл. гласник НРС бр. 51/59).